# Bia Arantes
Beatriz de Oliveira Arantes (Piumhi, 15 de março de 1993), mais conhecida como Bia Arantes, é uma atriz e modelo brasileira, que ganhou maior reconhecimento após interpretar a Irmã Cecília na telenovela Carinha de Anjo, do SBT.

## Biografia
Beatriz de Oliveira Arantes nasceu no dia 15 de março de 1993, na cidade de Piumhi, interior de Minas Gerais. Filha de Regina Arantes e Pedro Couto Arantes, ela tem um irmão mais velho, Rafael Arantes.
Em 1998, aos cinco anos de idade, Bia mudou-se com sua família para a cidade de São Sebastião do Paraíso, onde residiu até a sua adolescência, quando foi morar na cidade do Rio de Janeiro. Ela trabalhou muito inicialmente como modelo, onde ela fez diversas campanhas publicitárias, além de atuar em videoclipes, como o do cantor Rafael Barreto, na música "Pensando em Você".
Entre 1996 até 2004, entre os três e onze anos, ela fez aulas de balé, mas por conta de uma sobrecarga no joelho, teve que parar com a atividade. Impossibilitada de dançar, passou a se interessar por literatura e ingressou em uma oficina de arte cênicas de sua cidade, passando a fazer peças de teatro até os treze anos em 2006.
Frequentou a escola em colégio católico, apaixonada pelas artes e a literatura. Mesmo fazendo teatro na sua cidade, ser atriz não estava no planejado. Naquela época, ela cogitava e sonhava em ser psicóloga e não se imaginava nos palcos, mas, sim, nos consultórios.[carece de fontes?]

## Carreira
Em 2009, em uma viagem a Santa Catarina com a família para participar de um evento, Bia chamou a atenção de Sérgio Mattos (booker) que entregou o seu cartão, e em seguida fez o convite para que ela participasse de alguns testes no Rio de Janeiro. Ao chegar à cidade, o primeiro teste na Globo já rendeu o papel da adolescente Maria Eduarda Império, mais conhecida como Duda, do sucesso Cama de Gato, novela do horário das seis. O trabalho exigiu a mudança para o Rio de Janeiro e aos dezesseis anos, Bia Arantes chegava à cidade para uma nova fase da sua carreira.
Em 2011, ela passou a cursar ciências políticas na Universidade Federal do Rio de Janeiro (UNIRIO), ao mesmo tempo em que se preparava para interpretar a sua primeira protagonista, a Alexia, da décima nona temporada de Malhação, que estreou em agosto daquele ano. Devido à quantidade de cenas para gravar em Malhação, e já decidida a seguir na carreira de atriz, ela trancou o curso na faculdade e se dedicou integralmente à atuação.
Oito meses após o final de Malhação Conectados, Bia retorna as novelas em Sangue Bom (novela exibida na faixa das 19h na Rede Globo), interpretando a publicitária Cléo. Ainda em 2013, Bia esteve em cartaz no Rio de Janeiro com a peça “Stand Up”, e com isso decidiu dar uma pausa em sua carreira na TV para se dedicar ao cinema, e também ao teatro. Em 2014, após um ano longe das telinhas, Bia viajou pelo Brasil com a peça “A-traídos”, interpretando Monique, que vive uma espécie de triângulo amoroso com seus dois amigos Leandro e Felipe. Ela também protagonizou, ao lado de Ronny Kriwat, o curta-metragem Memória de amor de Raimundo Júnior. Em 2015, ingressou no elenco do projeto de vídeos Parafernalha no YouTube, e no mesmo ano fez uma participação especial como Lara nos primeiros capítulos da novela Babilônia. Já no cinema, viveu Paulinha no CineShow Anjos de Cabelos Longos da dupla sertaneja Fernando e Sorocaba. A exibição foi limitada e aconteceu por três dias em um cinema em São Paulo.
Em abril de 2016, assinou contrato com o SBT para interpretar a irmã Cecília, protagonista adulta na telenovela Carinha de Anjo, versão brasileira da mexicana Carita de ángel. Na trama, sua personagem era uma noviça que se via com a difícil decisão de escolher entre seguir sua vocação religiosa ou se entregar ao amor que sentia por Gustavo Lários, vivido pelo ator Carlo Porto. A novela estreou no mês de novembro de 2016.
Em 1 de dezembro de 2016, estreou o filme de comédia O Último Virgem, onde interpretou a personagem Júlia, que é uma amiga da escola do protagonista Dudu (interpretado pelo ator Guilherme Prates) e também a filha do advogado, que é interpretado por Werner Schünemann.
Em 2017, enquanto vivia a protagonista Cecília em Carinha de Anjo, Bia estreou mais três filmes: em fevereiro como Manuela no telefilme para o Canal Brasil Rota de Fuga; em março como Luíza no longa-metragem Real: O Plano por Trás da História, e em agosto interpretou Petra Madeira em O Filme da Minha Vida com direção de Selton Mello.
Após o fim das gravações da novela Carinha de Anjo em outubro de 2017, voltou à Rede Globo para interpretar a bruxa Brice, na novela Deus Salve o Rei, que estreou em janeiro de 2018. Também em janeiro, Bia teve mais uma estreia no teatro, onde viveu a personagem Bia na peça Léo de Bia de Oswaldo Montenegro, com direção de Leonardo Talarico. A peça ficou em cartaz até o final do mês no Rio de Janeiro. Ao fim de 2018, Bia participou do Dança dos Famosos, no Domingão do Faustão, e terminou o reality como semi finalista. Em abril de 2019, integrou o elenco da novela das seis Órfãos da Terra, vivendo Valéria Augustin, uma mulher que perde os seus valores e se torna uma vilã, mas que no final se redime e encontra o amor ao lado de Camila Nasser, interpretada pela atriz Anajú Dorigon.
Em maio de 2022, Bia foi escalada para compor o elenco do filme Perdida, como uma das protagonistas. Com lançamento em 13 de julho de 2023, o longa-metragem é baseado na obra homônima da escritora brasileira Carina Rissi. Em novembro do mesmo ano, foi anunciado que Bia integraria o elenco da série A História Delas, do canal Star+, com lançamento em dezembro de 2023.

## Vida pessoal
Na vida amorosa, entre 2010 e 2012, Bia namorou o ator Ronny Kriwat, com quem contracenou na novela Cama de Gato. Em 2018, assumiu namoro com o ator Vinícius Redd, seu colega de elenco na novela Deus Salve o Rei, porém o namoro chegou ao fim em meados de 2019. Em 2020, assumiu namoro com o médico e fotógrafo Ian Ward, porém o relacionamento chegou ao fim em maio de 2024.

## Filmografia

### Televisão
| Ano  | Título              | Personagem                   | Nota                        |
| ---- | ------------------- | ---------------------------- | --------------------------- |
| 2009 | Cama de Gato        | Maria Eduarda Império (Duda) | Recorrente                  |
| 2011 | Malhação Conectados | Aléxia Manfredi              | Temporada 19                |
| 2013 | Sangue Bom          | Cléo                         |                             |
| 2015 | Babilônia           | Lara                         | Episódios: "21–23 de março" |
| 2016 | Carinha de Anjo     | Cecília Santos               | Elenco principal            |
| 2017 | Bake Off SBT        | Participante                 | Especial de fim de ano      |
| 2018 | Deus Salve o Rei    | Brice                        | Recorrente                  |
| 2018 | Dança dos Famosos   | Participante                 | Temporada 15                |
| 2019 | Órfãos da Terra     | Valéria Augusta              | Elenco recorrente           |
| 2023 | A História Delas    | Ana Rosa                     | Elenco principal            |

### Cinema
| Ano  | Filme                               | Personagem     | Nota             |
| ---- | ----------------------------------- | -------------- | ---------------- |
| 2012 | Entre Palavras                      | Cecília        | Curta-metragem   |
| 2013 | Baby Dragon                         | Juliana        |                  |
| 2013 | Olhos Tristes                       | Camila         | Curta-metragem   |
| 2014 | Azul Ou Aquilo Que Mais Te Inspira  | Aline          | Curta-metragem   |
| 2014 | Memória do Amor                     | Ela            | Curta-metragem   |
| 2015 | Anjo De Cabelos Longos              | Paulinha       |                  |
| 2016 | O Último Virgem                     | Julia Medeiros |                  |
| 2017 | Real - O Plano Por Trás da História | Luiza          | Recorrente       |
| 2017 | O Filme da Minha Vida               | Petra Madeira  | Elenco principal |
| 2017 | Rota de Fuga                        | Manuela        | Protagonista     |
| 2021 | Loop                                | Maria Luiza    | Protagonista     |
| 2023 | Perdida                             | Teodora        | Elenco principal |

### Videoclipes
| Ano  | Canção                   | Artista             |
| ---- | ------------------------ | ------------------- |
| 2009 | "Pensando em Você"       | Rafael Barreto      |
| 2012 | "Pode Crer"              | Leandro Lins        |
| 2015 | "Anjo de Cabelos Longos" | Fernando & Sorocaba |
| 2015 | "Incerteza"              | Matheus Zuck        |
| 2018 | "Castelo"                | Victor Mus          |

### Internet
| Ano  | Título          | Personagem | Nota                   |
| ---- | --------------- | ---------- | ---------------------- |
| 2014 | Voluntários 343 | Juliana    | Episódio: "A Namorada" |

## Teatro
| Ano  | Título           | Personagem        |
| ---- | ---------------- | ----------------- |
| 2014 | A-traídos        | Monique           |
| 2018 | Léo e Bia        | Bia               |
| 2023 | O Tempo e a Sala | Mulher Adormecida |
| 2024 | Ainda Dá Tempo   | Lis               |

## Prêmios e indicações
| Ano  | Prêmio                           | Categoria             | Trabalho indicado     | Resultado |
| ---- | -------------------------------- | --------------------- | --------------------- | --------- |
| 2018 | Troféu Internet                  | Melhor Atriz          | Carinha de Anjo       | Indicada  |
| 2018 | Prêmio Fiesp/Sesi de Cinema e TV | Melhor Atriz (Cinema) | O Filme da Minha Vida | Indicada  |
| 2018 | Prêmio Jovem Brasileiro          | Melhor Instagram      | @biaarantes           | Indicada  |
| 2018 | Prêmio Jovem Brasileiro          | Melhor Atriz          | Deus Salve o Rei      | Indicada  |
| 2020 | Troféu Internet                  | Melhor Atriz          | Órfãos da Terra       | Indicada  |
| 2022 | Festival Sesc Melhores Filmes    | Melhor Atriz Nacional | Loop                  | Indicada  |